# Lithobius beroni
Lithobius beroni är en mångfotingart som beskrevs av Negrea 1965. Lithobius beroni ingår i släktet Lithobius och familjen stenkrypare. Inga underarter finns listade i Catalogue of Life.